# Ash Meadows National Wildlife Refuge
Ash Meadows National Wildlife Refuge is een National Wildlife Refuge in Nye County in de Amerikaanse staat Nevada. Het natuurgebied met een oppervlakte van 95 km² wordt beheerd door de United States Fish and Wildlife Service en omvat draslanden en woestijnlandschappen. Het drasland vormt de grootste oase binnen de Mojavewoestijn en krijgt zijn water van een aquifer, die ongeveer 150 kilometer ten noordoosten van Ash Meadows National Wildlife Refuge ligt. Dit water verplaatst zich ondergronds en komt het natuurgebied binnen via vijftig kwellen en beekjes met 40.000 liter per minuut. Het water wordt afgevoerd door de Carson Slough, een zijrivier van de Amargosa. In Ash Meadows National Wildlife Refuge leven minstens 27 endemische dieren- en plantensoorten en het natuurgebied heeft daarmee de hoogste concentratie endemische soorten in de Verenigde Staten. Een belangrijke locatie binnen Ash Meadows National Wildlife Refuge is Devils Hole, de enige plaats waar de devil's hole-tandkarper voorkomt.

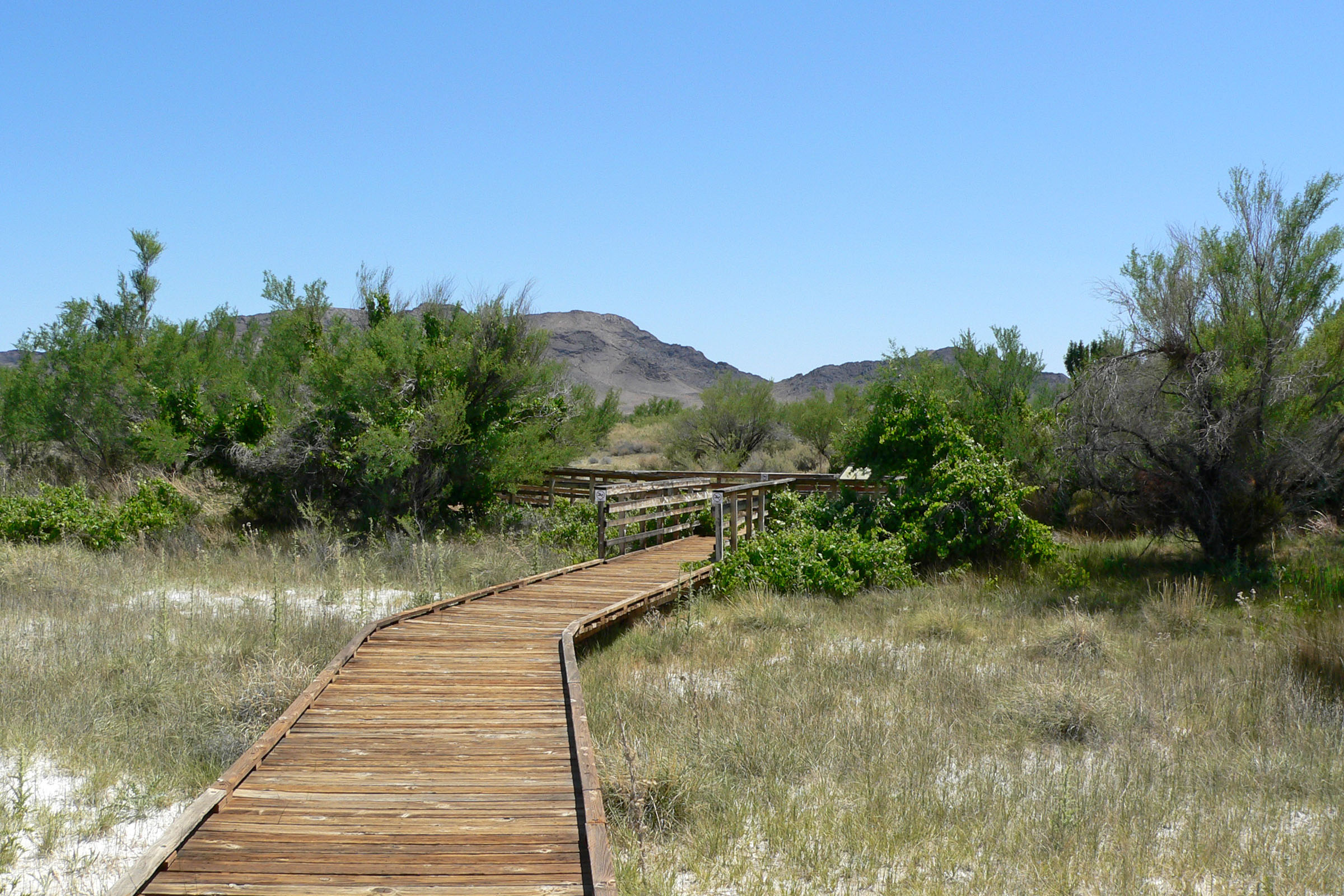
Het knuppelpad van de Crystal Spring Boardwalk in 2006

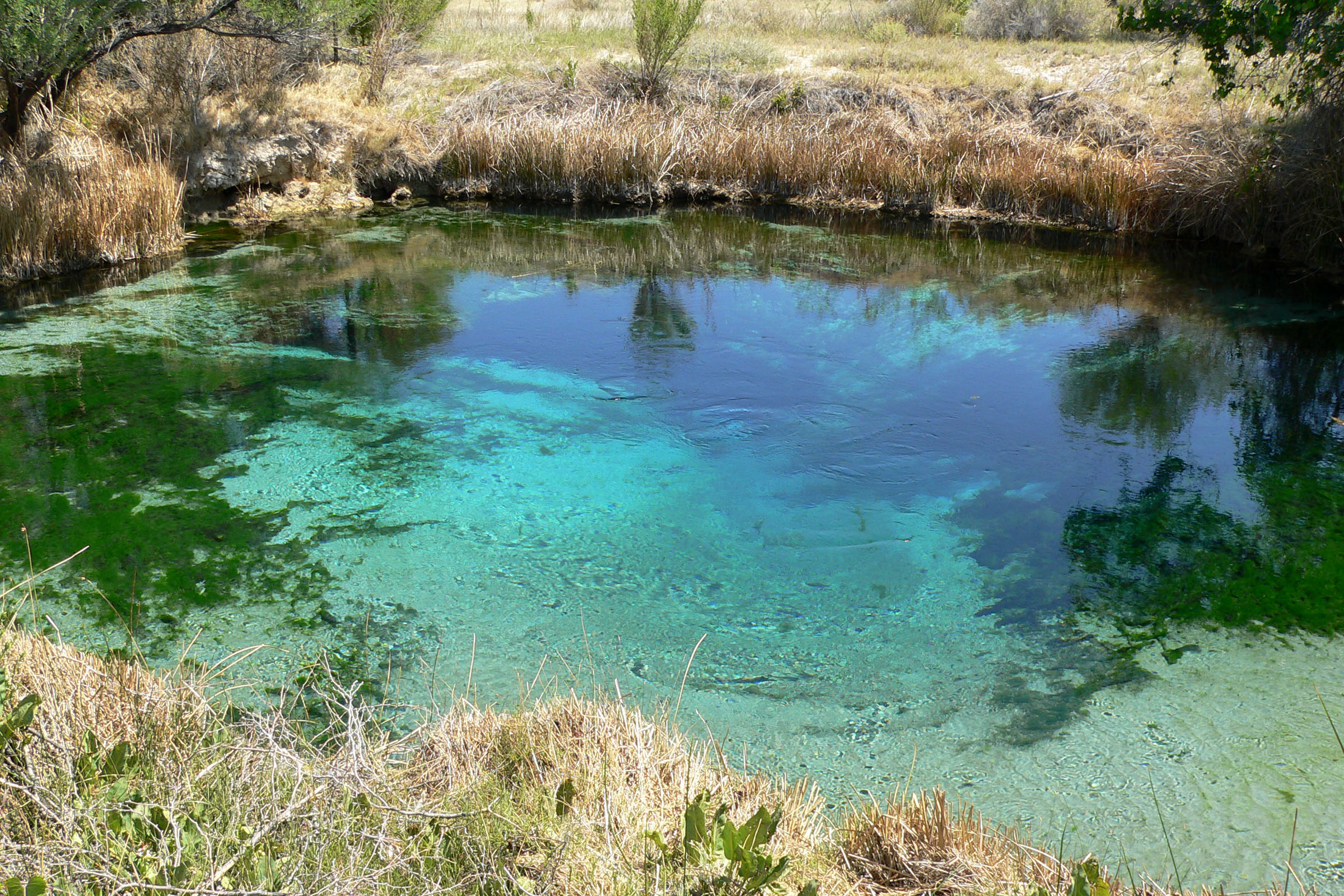
Crystal Spring in 2006

In het natuurgebied bevindt zich een bezoekerscentrum. Ook lopen voor toeristen drie houtpaden door Ash Meadows National Wildlife Refuge, namelijk de Crystal Spring Boardwalk bij het bezoekerscentrum, de Longstreet Spring and Cabin Boardwalk, waar zich het gerestaureerde stenen huis van Jack Longstreet bevindt, en de Kings Spring and Point of Rocks Boardwalk.
Het natuurgebied is vernoemd naar de bomen uit het geslacht Fraxinus (ash trees), die waren beschreven tijdens een expeditie in 1893. Een andere verklaring voor de naam is de asachtige kleur van de bodem, die te danken is aan de hoge alkaliniteit. De hoogte van Ash Meadows National Wildlife Refuge varieert tussen de 650 en 850 meter boven zeeniveau.

## Geschiedenis

### Vroege geschiedenis
Voor de komst van Europeanen werd het gebied bewoond door indianen, die zich hadden gevestigd in de draslanden en rond de meertjes. Tegenwoordig hebben de zuidelijke Paiute en de Timbisha Shoshone nog een hechte band met het gebied. Een van de eerste Europeanen die zich in het gebied vestigde was Jack Longstreet, die er langs de naar hem vernoemde Longstreet Spring in 1896 een klein stenen huis bouwde. In 2004 werd begonnen aan de restauratie van dit stenen huis.

### Vervuiling
In 1952 voegde president Harry S. Truman Devis Hole toe aan Death Valley National Monument. In 1963 stond de devil's hole-tandkarper, die endemisch is in het natuurgebied, op de eerste lijst van bedreigde dierensoorten. In de jaren 60 liet een boer Carson Slough uitdrogen om daar turf te winnen. Hij verkocht het gebied aan Spring Meadows Inc.. Dat bedrijf liet in de jaren 60 en 70 zandduinen in het natuurgebied met bulldozers verwijderen om het gebied zo geschikter voor landbouw te maken. Ook werden kleine riviertjes omgebouwd tot betonnen greppels en werden er kunstmatige meren en wegen aangelegd.
Het waterpeil in het natuurgebied en in Devils Hole daalde, doordat er grondwater in het gebied werd gepompt. Daardoor werd de devil's hole-tandkarper met uitsterven bedreigd. Toen het Department of Justice een klacht indiende, werden de belangrijkste pompen stilgelegd. Het waterpeil bleef echter dalen, met als gevolg dat in 1976 Roger D. Foley de boeren die water pompten aanklaagde. Het Hooggerechtshof besloot restricties op te leggen op het pompen van grondwater in het gebied.

### Bescherming en herstel
Spring Meadows Inc. verkocht de grond in 1980 aan Preferred Equities Incorporated, die er een kleine stad met 34.000 huizen wilde bouwen. Als reactie daarop startte The Nature Conservancy onderhandelingen met het bedrijf en uiteindelijk kwam het gebied met een oppervlakte van 54 km² in handen van de United States Fish and Wildlife Service terecht. Op 18 juni 1984 werd uiteindelijk het Ash Meadows National Wildlife Refuge opgericht om de bedreigde dier- en plantensoorten te beschermen. Een aantal percelen binnen het natuurgebied zijn echter sinds de oprichting privaat bezit. Hoewel Devils Hole tegenwoordig binnen het grondgebied van Ash Meadows National Wildlife Refuge ligt, is het nog onderdeel van Death Valley National Park en wordt het nog beheerd door de National Park Service.
Ash Meadows National Wildlife Refuge werd op 18 december 1986 een Ramsargebied als een van de eerste in de Verenigde Staten wegens de endemische soorten van het natuurgebied. Sindsdien zijn verschillende gebieden gerestaureerd, waaronder Kings Pool in 1997, Calvada Lakes in 2000 en School Springs Naturalized Refuge in 2007. Ook werd in 2010 de Rhinichthys osculus nevadensis, die daarvoor voorkwam in twee bronnen in het natuurgebied, geherintroduceerd in een andere plaats in Ash Meadows National Wildlife Refuge.

## Flora en fauna

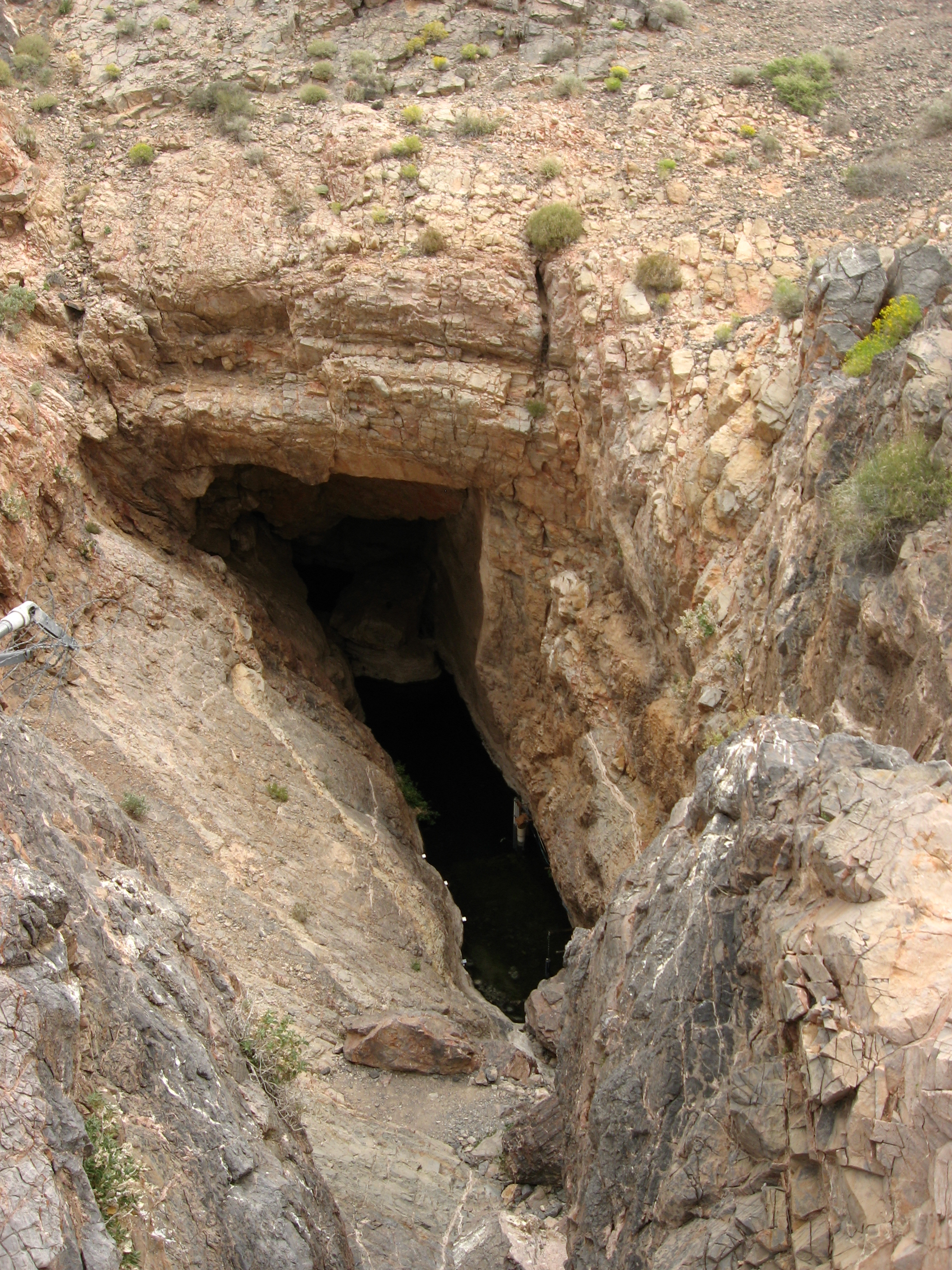
Devils Hole in 2011

In Ash Meadows National Wildlife Refuge komen veel dier- en plantensoorten voor, waarvan vijf op de nationale lijst van bedreigde diersoorten staan. Een van die soorten, de devil's hole-tandkarper, komt uitsluitend voor in Devils Hole. Er leven in het natuurgebied ruim 27 soorten zoogdieren (waaronder zwartstaarthaas, vleermuis en wangzakmuis), meer dan twintig soorten reptielen (verschillende soorten slangen en hagedissen), vier soorten amfibieën, vier soorten vissen en bijna 300 vogelsoorten. Een aantal van die vogelsoorten bezoeken het natuurgebied als tussenstop van hun trek en anderen verblijven er het hele jaar, zoals de helmkwartel.
In Ash Meadows National Wildlife Refuge leven ruim 330 plantensoorten. De meestvoorkomende bomen in het natuurgebied zijn bomen van de soort Prosopis pubescens. Deze bomen creëren schaduwen die vaak door dieren worden gebruikt.
Minstens 27 dier- en plantensoorten zijn endemisch in Ash Meadows National Wildlife Refuge, namelijk:

#### Endemische dieren
- Ambrysus amargosus
- Ambrysus relictus
- Cyprinodon nevadensis mionectes (bedreigd)
- Cyprinodon nevadensis pectoralis (bedreigd)
- Devil's hole-tandkarper (bedreigd)
- Microtus montamus nevadensis
- Pyrgulopsis crystalis
- Pyrgulopsis erythropoma
- Pyrgulopsis fairbanksinsis
- Pyrgulopsis isolatus
- Pyrgulopsis nanus
- Pyrgulopsis pisteri
- Rhinichthys osculus nevadensis (bedreigd)
- Stenelmis calida calida
- Tryonia angulata
- Tryonia elata
- Tryonia ericae
- Tryonia variegata

#### Endemische planten
- Astragalus phoenix
- Cordylanthus tecopensis
- Enceliopsis nudicaulis corrugata
- Grindelia fraxino-pratensis
- Ivesia kingii eremica
- Mentzelia leucophylla
- Nitrophila mohavensis (bedreigd)
- Spiranthes infernalis
- Zeltnera namophilum

#### Uitgestorven endemische soorten
- Empetrichthys merriami
- Pyrgulopsis spp.